# Михинское сельское поселение
Михинское сельское поселение — упразднённое муниципальное образование в Таловском районе Воронежской области.
Административный центр — посёлок Михинский.

## История
Законом Воронежской области от 30 ноября 2015 года № 163-ОЗ, были преобразованы, путём их объединения Каменно-Степное и Михинское сельские поселения — в Каменно-Степное сельское поселение с административным центром в посёлке 2-го участка института им. Докучаева.

## Административное деление
В состав поселения входили:
- посёлок Михинский,
- посёлок Верхнеозерский,
- посёлок Осиновый.